# British Army Dirigible No 1
O British Army Dirigible No 1, batizado como Nulli Secundus (Latim: "Segundo de nada") foi um dirigível semirrígido britânico. Voou pela primeira vez em 10 de setembro de 1907, tornando-se a primeira aeronave militar motorizada britânica.

## Projeto
Construído na Army Balloon Factory em South Farnborough, o primeiro desenho foi feito pelo Coronel James Templer, e foi completado pelo Coronel John Capper dos Royal Engineers e Samuel Cody, que foi o responsável principal pelo desenvolvimento do sistema de controle e instalação do motor. Ele tinha um "envelope" cilíndrico construído com a membrana de intestinos de novilhos sem bolsas de gás internas, da qual uma longa estrutura de seção triangular feita de tubos de aço ficava suspensa por quatro tiras de seda. As superfícies de controle consistiam de um leme e um profundor na traseira, um par de grandes profundores no centro e um outro par na frente, ficavam presos à estrutura triangular, e uma pequena gôndola acomodando a tripulação e o motor suspensa abaixo dela. O motor utilizado era um Antoinette de 50 hp que impulsionava um par de hélices de duas lâminas de alumínio cada acionadas por cintas de couro.

## Histórico operacional
O Nulli Secundus voou pela primeira vez em 10 de setembro de 1907 em Farnborough com Capper nos controles assistido por Cody e pelo capitão King. Dois voos foram feitos: durante o primeiro, o dirigível voou por quase 5 km a uma altura de 60 m, sendo encerrado devido a uma falha no motor. Um segundo voo foi feito mais tarde naquele dia, tendo as lâminas das hélices sido reduzidas em sua área com a intenção de aumentar a velocidade de rotação.
Uma apresentação mais "pública" foi feita em 5 de outubro, quando ele voou entre Farnborough e Londres. Partindo as 23:00 e tripulado por Capper, Cody e o tenente Waterlow, completando a viagem com um sobrevoo pela cidade, passando pela Whitehall, pelo Palácio de Buckingham e circulando a Catedral de São Paulo, eles tentaram voltar para Farnborough, mas ventos contrários de 29 km/h os forçaram a pousar em Crystal Palace. Esse voo durou 3 horas e 25 minutos, cobrindo 80 km.
Em 10 de outubro, ainda atracado em Crystal Palace para evitar danos com os ventos, o Nulli Secundus foi atingido e forçado tão fortemente, que alguns da tripulação foram lançados para fora. O hidrogênio foi liberado por válvulas e uma fenda foi aberta para acelerar o processo de esvaziamento do envelope. Esvaziado e parcialmente desmontado, os restos foram levados de volta para Farnborough, onde foi reconstruído com modificações, tornando-se o Nulli Secundus II.

## Nulli Secundus II

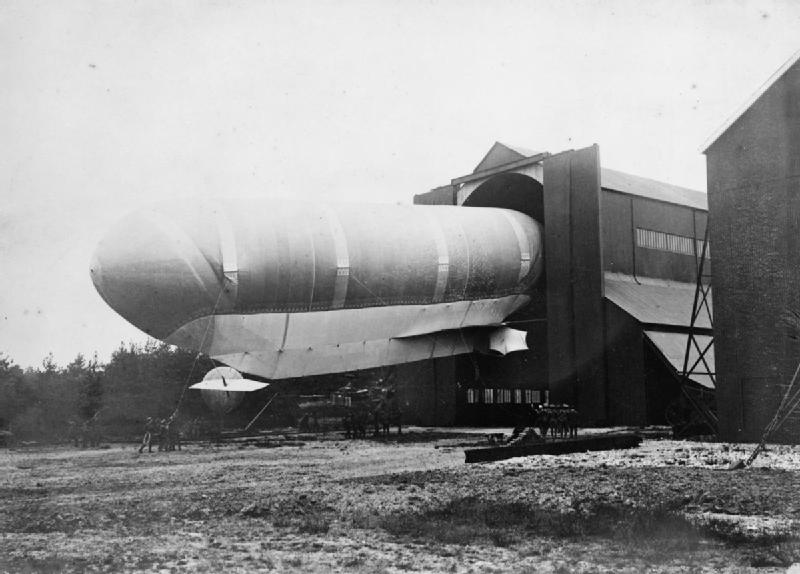
O Nulli Secundus II sendo retirado do seu abrigo.

Depois da reconstrução, que envolveram modificações substanciais nas superfícies de controle e na gôndola, além do aumento do envelope de 1.557 para 2.400 m³ o Nulli Secundus II voou pela primeira vez em 24 de julho de 1908 em frente a uma plateia de alguns milhares de pessoas, incluindo Horace Smith-Dorrien, Charles Rolls e Frank Hedges Butler.
Depois disso, o Nulli Secundus II fez apenas um outro voo, com o objetivo de treinar pessoal da marinha. Depois disso ele foi sucateado, o seu motor foi usado para equiparo British Army Aeroplane No 1 de Cody.